# Фитотерапија
Фитотерапија је метода лечења која се заснива на употреби лековитог биља. Реч фитотерапија потиче од грчких речи (phyton), биљка и (therapeia), лечити, третирати, и значи лечење биљем. Фитотерапија се заснива на традиционалној употреби лековите биљке у неком народу - траварство или на основу клинички доказаних лековитих својстава. Научна дисциплина која проучава правилну употребу лековитог биља, активне компоненте, састав, деловање, примену, контраиндикације, нежељена дејства и друге аспекте, назива се фармакогнозија.
Слични термини су хербализам, биљарства, траварство и сви ови термини се међусобно преклапају. Лековито биље се често користи као полазна сировина за добијање синтетичких лекова. Модификовањем природних супстанци стварају се јединствени молекули, који имају јача фармаколошка дејства и могу постати заштићени патентом.

## Квалитет лековитог биља
Употребна вредност лековитог биља зависи од количине лековитих компоненти које лековито биље садржи. Количина неког састојка у биљци зависи од услова у којима је та биљка узгајана (надморска висина, температура, влажност...), периода брања (у различитим периодима вегетације различита је количина појединих састојака), начина брања, сушења и чувања. Сушењем се губи вода, па се на извесно време могу конзервирати лековити састојци. Рок трајања неке дроге (делова лековитог биља) зависи од врсте и услова чувања, а може бити од пар месеци до неколико година.
Глерија дела лековитог биља које се користи у фитотерапији

## Безбедна употреба
Сматра се да је употреба лековитог биља потпуно безбедна, јер је оно природног порекла. Али, ово не мора увек бити тачно. У неким стањима поједине лековите биљке могу бити контраиндиковане. Лековите биљке могу имати нежељена дејства, али се она ретко испољавају јер се не примењују концентроване или у високим дозама. Многе особе су алергичне на биљке, па се тако може испољити алергија и на лековите биљке.

## Приправци од лековитог биља
Од лековитог биља се припремају чајеви, декокти, екстракти, тинктуре, мацерати, раствори, сирупи, купке, креме, масти... Најчешће се праве водени, алкохолни, водено-алкохолни или уљани екстракти лековитог биља.
Стандардизација биљног екстракта подразумева одређивање концентрације неке од главних лековитих компоненти. Ипак, ово не мора бити мерило јачине екстракта, јер се често не зна која компонента обезбеђује лековито својство некој биљци или је неколико, до неколико десетина компоненти, одговорно за лековита својста одређене биљке.

## Критика
Истраживач Варо Еуген Тајлер описао је фитотерапију као „траварство засновано на псеудонауци" које користи научну терминологију, али којем недостаје научна потврда безбедности и ефикасности. Тајлер набраја десет заблуда које разликују фитотерапију од научног приступа, од тврдње да постоји завера да се сузбије безбедно и ефикасно биље, преко тврдње да биље не може изазвати штету, да су целе биљке ефикасније од молекула изолованих из њих, да су биљке супериорније од лекова, доктрину потписа (веровање да облик биљке дефинише њену функцију), да је мања доза ефикаснија, да је битан астролошки утицај планета, да је тестирање на животињама неадекватно за ефекте на људима, да су анегдотски докази довољни да докажу да је биљка делотворна и да је биљке направио Бог како би лечиле болести. Ниједна од ових тврдњи нема научну основу.
Све ово не значи да је фитотерапија непожељна и да је треба избегавати. Напротив, савремена медицина доста дугује традиционалној баш зато што је од ње наследила неке врло ефикасне методе лечења биљкама. Једино што у овоме никако не треба заобићи је консултација са лекаром, јер због опасности од штетних ефеката није препоручљиво експериментисати са овом терапијом нити користити лековите биљке које потичу из несигурних извора. Због овога је Светска здравствена организација 1996. године окупила групу од 100 медицинских експерата из разних крајева света који су дали препоруке и упозорења за коришћење великог броја лековитих биљака.